# Gilda Sansone
Gilda Sansone (Pompei, 12 aprile 1989) è una modella italiana, vincitrice della prima edizione di Italia's Next Top Model.

## Carriera
Grazie alla vittoria di Italia's Next Top Model, Gilda Sansone ha ottenuto un contratto con l'agenzia di moda D'Management Group di Milano ed un servizio fotografico su Elle.
In seguito la Sansone ha sfilato per Custo Barcelona, Frida Karadima, Yiannos Xenis, Kor@Kor, Aslanis, Demna Gvasalia, Katerina Alexandraki, Kathy Heyndels, Victoria Kyriakides, Vrettos Vrettakos e Nino Lettieri ed è stata testimonial di Tiffi, Oxjho urbanwear, Extin, Euforia. e Giorgia&Johns e infine ha posato per il fotografo di moda campano Ferdinando Di Martino.
È apparsa sul calendario Lavazza Espresso Experience 2009, fotografate da Annie Leibovitz, ed è stata protagonista di servizi su Madame Figaro.

## Agenzie
- Place Model Management
- D'Management Group - Milano
- a1 Management - Grecia
- FreeModels Agency - Napoli
- Clarence Management